# Roue tourangelle 2015
La 14e édition de la Roue tourangelle a eu lieu le 26 avril 2015. La course fait partie du calendrier UCI Europe Tour 2015 en catégorie 1.1. C'est également la neuvième épreuve de la Coupe de France sur route.
L'épreuve a été remportée lors d'un sprint d'une vingtaine de coureurs par le Français Lorrenzo Manzin (FDJ) respectivement devant son compatriote Clément Venturini (Cofidis) et l'Allemand Jan Dieteren (Leopard Development).

## Présentation

### Équipes
Classée en catégorie 1.1 de l'UCI Europe Tour, la Roue tourangelle est par conséquent ouverte aux WorldTeams dans la limite de 50 % des équipes participantes, aux équipes continentales professionnelles, aux équipes continentales et aux équipes nationales.
Seize équipes participent à cette Roue tourangelle : deux WorldTeams, trois équipes continentales professionnelles et onze équipes continentales :
| UCI WorldTeams   | UCI WorldTeams | UCI WorldTeams |
| Nom de l'équipe  | Pays           | Code           |
| ---------------- | -------------- | -------------- |
| AG2R La Mondiale | France         | ALM            |
| FDJ              | France         | FDJ            |

| Équipes continentales professionnelles | Équipes continentales professionnelles | Équipes continentales professionnelles |
| Nom de l'équipe                        | Pays                                   | Code                                   |
| -------------------------------------- | -------------------------------------- | -------------------------------------- |
| Bretagne-Séché Environnement           | France                                 | BSE                                    |
| Cofidis                                | France                                 | COF                                    |
| Europcar                               | France                                 | EUC                                    |

| Équipes continentales   | Équipes continentales | Équipes continentales |
| Nom de l'équipe         | Pays                  | Code                  |
| ----------------------- | --------------------- | --------------------- |
| Armée de Terre          | France                | ADT                   |
| Auber 93                | France                | AUB                   |
| Differdange-Losch       | Luxembourg            | CCD                   |
| Kuota-Lotto             | Allemagne             | TKG                   |
| Leopard Development     | Luxembourg            | LDT                   |
| Marseille 13 KTM        | France                | M13                   |
| Metec-TKH-Mantel        | Pays-Bas              | MET                   |
| Murias Taldea           | Espagne               | MUR                   |
| Roth-Škoda              | Suisse                | ROT                   |
| Roubaix Lille Métropole | France                | RLM                   |
| Wallonie-Bruxelles      | Belgique              | WBC                   |

### Règlement de la course

#### Primes
Les vingt prix sont attribués suivant le barème de l'UCI,. Le total général des prix distribués est de 14 477 €.
| Position | 1er     | 2e      | 3e      | 4e    | 5e    | 6e    | 7e    | 8e    | 9e    | 10e à 20e |
| Prix     | 5 785 € | 2 895 € | 1 445 € | 715 € | 580 € | 433 € | 433 € | 287 € | 287 € | 147 €     |

## Classements

### Classement final
| Classement final | Classement final    | Classement final | Classement final        | Classement final  |
|                  | Coureur             | Pays             | Équipe                  | Temps             |
| ---------------- | ------------------- | ---------------- | ----------------------- | ----------------- |
| 1er              | Lorrenzo Manzin     | France           | FDJ                     | en 4 h 34 min 9 s |
| 2e               | Clément Venturini   | France           | Cofidis                 | m.t               |
| 3e               | Jan Dieteren        | Allemagne        | Leopard Development     | m.t               |
| 4e               | Baptiste Planckaert | Belgique         | Roubaix Lille Métropole | m.t               |
| 5e               | Benjamin Giraud     | France           | Marseille 13 KTM        | m.t               |
| 6e               | Samuel Dumoulin     | France           | AG2R La Mondiale        | m.t               |
| 7e               | Rudy Barbier        | France           | Roubaix Lille Métropole | m.t               |
| 8e               | Oscar Riesebeek     | Pays-Bas         | Metec-TKH-Mantel        | m.t               |
| 9e               | Alexandre Blain     | France           | Marseille 13 KTM        | m.t               |
| 10e              | Anthony Maldonado   | France           | Auber 93                | m.t               |
| modifier         |                     |                  |                         |                   |

### UCI Europe Tour
Cette Roue tourangelle attribue des points pour l'UCI Europe Tour 2015, par équipes seulement aux coureurs des équipes continentales professionnelles et continentales, individuellement à tous les coureurs sauf ceux faisant partie d'une équipe ayant un label WorldTeam.
| Position,          | 1er | 2e | 3e | 4e | 5e | 6e | 7e | 8e | 9e | 10e | 11e | 12e |
| Classement général | 80  | 56 | 32 | 24 | 20 | 16 | 12 | 8  | 7  | 6   | 5   | 3   |

## Liste des participants
- Liste de départ complète

| Légende | Légende                                                                    | Légende | Légende                                                    |
| ------- | -------------------------------------------------------------------------- | ------- | ---------------------------------------------------------- |
| Num     | Dossard de départ porté par le coureur sur cette Roue tourangelle          | Pos     | Position à l'arrivée de la course                          |
|         | Indique un maillot de champion national ou mondial, suivi de sa spécialité | NP      | Indique un coureur qui n'a pas pris le départ de la course |
| AB      | Indique un coureur qui n'a pas terminé la course                           | HD      | Indique un coureur qui a terminé la course hors des délais |

| Europcar EUC          | Europcar EUC              | Europcar EUC |
| --------------------- | ------------------------- | ------------ |
| Num                   | Coureur                   | Pos          |
| 1                     | Giovanni Bernaudeau (FRA) | 48e          |
| 2                     | Thomas Boudat (FRA)       | 15e          |
| 3                     | Bryan Coquard (FRA)       | 64e          |
| 4                     | Morgan Lamoisson (FRA)    | 73e          |
| 5                     | Tony Hurel (FRA)          | 18e          |
| 6                     | Julien Morice (FRA)       | 79e          |
| 7                     | Alexandre Pichot (FRA)    | 56e          |
| 8                     | Guillaume Thévenot (FRA)  | AB           |
| Directeur sportif : ? |                           |              |

| AG2R La Mondiale ALM  | AG2R La Mondiale ALM     | AG2R La Mondiale ALM |
| --------------------- | ------------------------ | -------------------- |
| Num                   | Coureur                  | Pos                  |
| 11                    | Gediminas Bagdonas (LTU) | 34e                  |
| 12                    | Maxime Daniel (FRA)      | 91e                  |
| 13                    | Samuel Dumoulin (FRA)    | 6e                   |
| 14                    | Damien Gaudin (FRA)      | 81e                  |
| 15                    | Quentin Jauregui (FRA)   | AB                   |
| 16                    | Pierre Latour (FRA)      | AB                   |
| 17                    | Sébastien Turgot (FRA)   | 59e                  |
| 18                    | Christophe Riblon (FRA)  | AB                   |
| Directeur sportif : ? |                          |                      |

| Cofidis COF           | Cofidis COF              | Cofidis COF |
| --------------------- | ------------------------ | ----------- |
| Num                   | Coureur                  | Pos         |
| 21                    |                          |             |
| 22                    | Gert Jõeäär (EST)        | 74e         |
| 23                    | Steve Chainel (FRA)      | 70e         |
| 24                    | Loïc Chetout (FRA)       | 23e         |
| 25                    | Christophe Laporte (FRA) | 80e         |
| 26                    |                          |             |
| 27                    | Clément Venturini (FRA)  | 2e          |
| 28                    |                          |             |
| Directeur sportif : ? |                          |             |

| FDJ                   | FDJ                     | FDJ |
| --------------------- | ----------------------- | --- |
| Num                   | Coureur                 | Pos |
| 31                    | Arnaud Courteille (FRA) | 25e |
| 32                    | Francis Mourey (FRA)    | 24e |
| 33                    | Marc Sarreau (FRA)      | 53e |
| 34                    | Kenny Elissonde (FRA)   | 22e |
| 35                    | Anthony Geslin (FRA)    | 57e |
| 36                    | Lorrenzo Manzin (FRA)   | 1er |
| 37                    | David Boucher (FRA)     | 98e |
| 38                    |                         |     |
| Directeur sportif : ? |                         |     |

| Bretagne-Séché Environnement BSE | Bretagne-Séché Environnement BSE | Bretagne-Séché Environnement BSE |
| -------------------------------- | -------------------------------- | -------------------------------- |
| Num                              | Coureur                          | Pos                              |
| 41                               | Pierrick Fédrigo (FRA)           | 19e                              |
| 42                               | Romain Feillu (FRA)              | AB                               |
| 43                               | Arnaud Gérard (FRA)              | 20e                              |
| 44                               | Jonathan Hivert (FRA)            | 14e                              |
| 45                               | Benoît Jarrier (FRA)             | 68e                              |
| 46                               | Florian Vachon (FRA)             | 69e                              |
| 47                               |                                  |                                  |
| 48                               |                                  |                                  |
| Directeur sportif : ?            |                                  |                                  |

| Roubaix Lille Métropole RLM | Roubaix Lille Métropole RLM | Roubaix Lille Métropole RLM |
| --------------------------- | --------------------------- | --------------------------- |
| Num                         | Coureur                     | Pos                         |
| 51                          | Julien Antomarchi (FRA)     | 16e                         |
| 52                          | Rudy Barbier (FRA)          | 7e                          |
| 53                          | Dieter Bouvry (BEL)         | 94e                         |
| 54                          | Timothy Dupont (BEL)        | 95e                         |
| 55                          | Thomas Damuseau (FRA)       | 76e                         |
| 56                          | Jérémy Leveau (FRA)         | 58e                         |
| 57                          | Baptiste Planckaert (BEL)   | 4e                          |
| 58                          | Romain Pillon (FRA)         | AB                          |
| Directeur sportif : ?       |                             |                             |

| Auber 93 AUB          | Auber 93 AUB             | Auber 93 AUB |
| --------------------- | ------------------------ | ------------ |
| Num                   | Coureur                  | Pos          |
| 61                    | César Bihel (FRA)        | 38e          |
| 62                    | Maxime Renault (FRA)     | 13e          |
| 63                    | Julien Guay (FRA)        | 60e          |
| 64                    |                          |              |
| 65                    | Guillaume Levarlet (FRA) | 92e          |
| 66                    | Anthony Maldonado (FRA)  | 10e          |
| 67                    | David Menut (FRA)        | 40e          |
| 68                    |                          |              |
| Directeur sportif : ? |                          |              |

| Marseille 13 KTM M13  | Marseille 13 KTM M13       | Marseille 13 KTM M13 |
| --------------------- | -------------------------- | -------------------- |
| Num                   | Coureur                    | Pos                  |
| 71                    | Alexandre Blain (FRA)      | 9e                   |
| 72                    | Rémy Di Grégorio (FRA)     | AB                   |
| 73                    | Julien El Fares (FRA)      | 11e                  |
| 74                    | Benjamin Giraud (FRA)      | 5e                   |
| 75                    | Clément Penven (FRA)       | 78e                  |
| 76                    | Clément Saint-Martin (FRA) | 26e                  |
| 77                    | Grégoire Tarride (FRA)     | 93e                  |
| 78                    | Yoann Paillot (FRA)        | 30e                  |
| Directeur sportif : ? |                            |                      |

| Wallonie-Bruxelles WBC | Wallonie-Bruxelles WBC | Wallonie-Bruxelles WBC |
| ---------------------- | ---------------------- | ---------------------- |
| Num                    | Coureur                | Pos                    |
| 81                     | Laurent Évrard (BEL)   | 17e                    |
| 82                     | Grégory Habeaux (BEL)  | 29e                    |
| 83                     |                        |                        |
| 84                     | Thomas Wertz (BEL)     | 62e                    |
| 85                     | Antoine Demoitié (BEL) | 96e                    |
| 86                     | Ludwig De Winter (BEL) | 66e                    |
| 87                     | Julien Stassen (BEL)   | 43e                    |
| 88                     | Loïc Pestiaux (BEL)    | 28e                    |
| Directeur sportif : ?  |                        |                        |

| Armée de Terre ADT    | Armée de Terre ADT      | Armée de Terre ADT |
| --------------------- | ----------------------- | ------------------ |
| Num                   | Coureur                 | Pos                |
| 91                    | Bryan Alaphilippe (FRA) | 75e                |
| 92                    | Alexis Bodiot (FRA)     | 35e                |
| 93                    | Romain Combaud (FRA)    | 67e                |
| 94                    | Julien Duval (FRA)      | 39e                |
| 95                    | Fabien Canal (FRA)      | 52e                |
| 96                    | Jordan Levasseur (FRA)  | 90e                |
| 97                    | Quentin Pacher (FRA)    | 12e                |
| 98                    | Jimmy Raibaud (FRA)     | 65e                |
| Directeur sportif : ? |                         |                    |

| Metec-TKH-Mantel MET  | Metec-TKH-Mantel MET     | Metec-TKH-Mantel MET |
| --------------------- | ------------------------ | -------------------- |
| Num                   | Coureur                  | Pos                  |
| 101                   | Jarno Gmelich (NED)      | 47e                  |
| 102                   | Jasper Hamelink (NED)    | 77e                  |
| 103                   | Dries Hollanders (BEL)   | 97e                  |
| 104                   | Sjoerd Kouwenhoven (NED) | 49e                  |
| 105                   | Stef Krul (NED)          | 54e                  |
| 106                   |                          |                      |
| 107                   | Oscar Riesebeek (NED)    | 8e                   |
| 108                   | Milan Veltman (NED)      | AB                   |
| Directeur sportif : ? |                          |                      |

| Murias Taldea MUR     | Murias Taldea MUR        | Murias Taldea MUR |
| --------------------- | ------------------------ | ----------------- |
| Num                   | Coureur                  | Pos               |
| 111                   | Egoitz García (ESP)      | 33e               |
| 112                   | Adrián González (ESP)    | 32e               |
| 113                   | Eneko Lizarralde (ESP)   | 44e               |
| 114                   | Haritz Orbe (ESP)        | AB                |
| 115                   | Jon Ander Insausti (ESP) | AB                |
| 116                   | Aritz Bagües (ESP)       | 63e               |
| 117                   | Unai Intziarte (ESP)     | AB                |
| 118                   | Ander Barrenetxea (ESP)  | 82e               |
| Directeur sportif : ? |                          |                   |

| Differdange-Losch CCD | Differdange-Losch CCD  | Differdange-Losch CCD |
| --------------------- | ---------------------- | --------------------- |
| Num                   | Coureur                | Pos                   |
| 121                   | Johan Coenen (BEL)     | 37e                   |
| 122                   | Thomas Deruette (BEL)  | 72e                   |
| 123                   | Tom Thill (LUX)        | 45e                   |
| 124                   | Gediminas Kaupas (LTU) | 89e                   |
| 125                   | Kacper Nowicki (POL)   | 86e                   |
| 126                   | Manuel Stocker (SUI)   | AB                    |
| 127                   |                        |                       |
| 128                   |                        |                       |
| Directeur sportif : ? |                        |                       |

| Kuota-Lotto TKG       | Kuota-Lotto TKG            | Kuota-Lotto TKG |
| --------------------- | -------------------------- | --------------- |
| Num                   | Coureur                    | Pos             |
| 131                   | Andreas Fliessgarten (GER) | AB              |
| 132                   | Richard Weinzheimer (GER)  | 85e             |
| 133                   | Christopher Hatz (GER)     | 36e             |
| 134                   | Frederik Dombrowski (GER)  | 88e             |
| 135                   | Lukas Löer (GER)           | 42e             |
| 136                   |                            |                 |
| 137                   | Tobias Knaup (GER)         | 50e             |
| 138                   | Julian Braun (GER)         | 27e             |
| Directeur sportif : ? |                            |                 |

| Roth-Škoda ROT        | Roth-Škoda ROT          | Roth-Škoda ROT |
| --------------------- | ----------------------- | -------------- |
| Num                   | Coureur                 | Pos            |
| 141                   | Dylan Page (SUI)        | 31e            |
| 142                   | Alessio Bottura (ITA)   | 51e            |
| 143                   | Silvan Dieterich (SUI)  | 84e            |
| 144                   | Gianluca Ocanha (SUI)   | 87e            |
| 145                   | Yannick Eckmann (USA)   | 46e            |
| 146                   | Michael Bresciani (ITA) | 41e            |
| 147                   | Giacomo Tomio (ITA)     | 21e            |
| 148                   | Andrea Vaccher (ITA)    | 55e            |
| Directeur sportif : ? |                         |                |

| Leopard Development LDT | Leopard Development LDT | Leopard Development LDT |
| ----------------------- | ----------------------- | ----------------------- |
| Num                     | Coureur                 | Pos                     |
| 151                     | Jan Dieteren (GER)      | 3e                      |
| 152                     | Kristian Haugaard (DEN) | AB                      |
| 153                     | Brent Luyckx (BEL)      | 71e                     |
| 154                     |                         |                         |
| 155                     | Patrick Olesen (DEN)    | 61e                     |
| 156                     |                         |                         |
| 157                     |                         |                         |
| 158                     | Tom Wirtgen (LUX)       | 83e                     |
| Directeur sportif : ?   |                         |                         |